# Caborrius (Aransís)
Caborrius és un indret del terme municipal de Gavet de la Conca, a l'antic terme d'Aransís, al Pallars Jussà, en territori del poble d'Aransís.
Està situat al capdamunt del coster que hi ha al nord d'Aransís, coster que davalla cap al riu de Conques i que acull la majoria de les masies d'Aransís. La partida de sota i al nord de Caborrius s'anomena, precisament, les Masies. La Masia de Graus és al nord-est de Caborrius, i la de Benetó a llevant. Queda sobretot al nord de la carretera que mena a Aransís.

## Etimologia
Segons Joan Coromines (op. cit.), l'origen de Caborrius es troba en caput rivi (cap de riu), passat, en aquest cas, al plural.